# Lawrence Rainey
Lawrence Andrew Rainey (Contea di Neshoba, 2 marzo 1923 – Meridian, 8 novembre 2002) è stato un funzionario statunitense, coinvolto nell'assassinio degli attivisti per i diritti civili del Mississippi.

## Biografia
Lawrence Rainey iniziò la sua carriera nella polizia a Philadelphia, in Mississippi. Nell'ottobre del 1959 sparò, uccidendolo, a un automobilista di colore che era uscito dalla sua automobile dopo una violazione, ma non venne perseguito. Nel 1963 venne candidato ed eletto all'ufficio dello sceriffo e definì se stesso come "l'uomo che può far fronte a situazioni che potrebbero sorgere", un velato riferimento alle tensioni razziali che serpeggiavano nella zona al momento; uno dei suoi vice era Cecil Ray Price.
Il 21 giugno 1964, quando vennero uccisi i tre attivisti per i diritti civili nella contea di Neshoba, Lawrence si trovava in visita a sua moglie, in quel momento degente all'ospedale di Meridian; non venne chiarito se era al corrente degli omicidi ma, oltre al sospetto di appartenenza al Ku Klux Klan, si ipotizzò che avesse appreso la notizia il giorno successivo e che avesse deliberatamente insabbiato gli elementi utili alle indagini.
Il 18 luglio 1964 citò in giudizio la NBC, la Lamar Life Broadcasting Company, la Southern Television Corporation, e Buford W. Posey per diffamazione, chiedendo un risarcimento di 1 milione di dollari, a seguito dell'intervista che Posey rilasciò all'NBC durante l'inchiesta sulla scomparsa dei tre attivisti, ma la causa non ebbe esito positivo. Il 15 gennaio 1965, Rainey e altre 17 persone vennero incriminate per violazione dei diritti civili, essendo la Corte locale rifiutatasi di perseguirli per omicidio. Nel 1967 il caso venne aperto di fronte a una Corte federale e Rainey venne assolto.
Nonostante la sua assoluzione, Rainey venne stigmatizzato a causa del suo coinvolgimento negli eventi e, dopo avere lasciato la carica di sceriffo nel 1968, non venne rieletto e non riuscì a reinserirsi nelle forze dell'ordine. Dopo avere svolto svariati mestieri come meccanico o come addetto alla sicurezza in Kentucky e in Mississippi, giunse a incolpare l'FBI, colpevole a suo pensare di impedirgli di trovare o mantenere posti di lavoro. Sofferente di cancro alla gola e della lingua, morì nel 2002 all'età di 79 anni.

## Cultura di massa
Lawrence Andrew Rainey ha ispirato la figura dello sceriffo Ray Stuckey nel film del 1988 Mississippi Burning - Le radici dell'odio, diretto da Alan Parker, dove il personaggio è interpretato dall'attore Gailard Sartain.